# 東埔温泉
座標: 北緯23度33分48秒 東経120度55分50秒 / 北緯23.5633329度 東経120.9305556度
東埔温泉（とうほおんせん、ピンイン:dōngpŭ wēnquán）は台湾南投県信義郷東埔村にある温泉。なお本項目では隣接する野湯楽楽谷温泉についても記載する。
東埔温泉は古くは沙里仙温泉とも呼ばれ、阿里山と日月潭の中間に位置する。この地から八通関古道を経由して玉山へ向かえるため登山客も多い。
玉山国家公園の北西側入り口に近いため、彩虹瀑布、雲龍瀑布、乙女瀑布、渓谷、父子断崖、八通関古道などにアクセスできる。東埔温泉はその全域が布農族の伝統的な支配領域に属す。

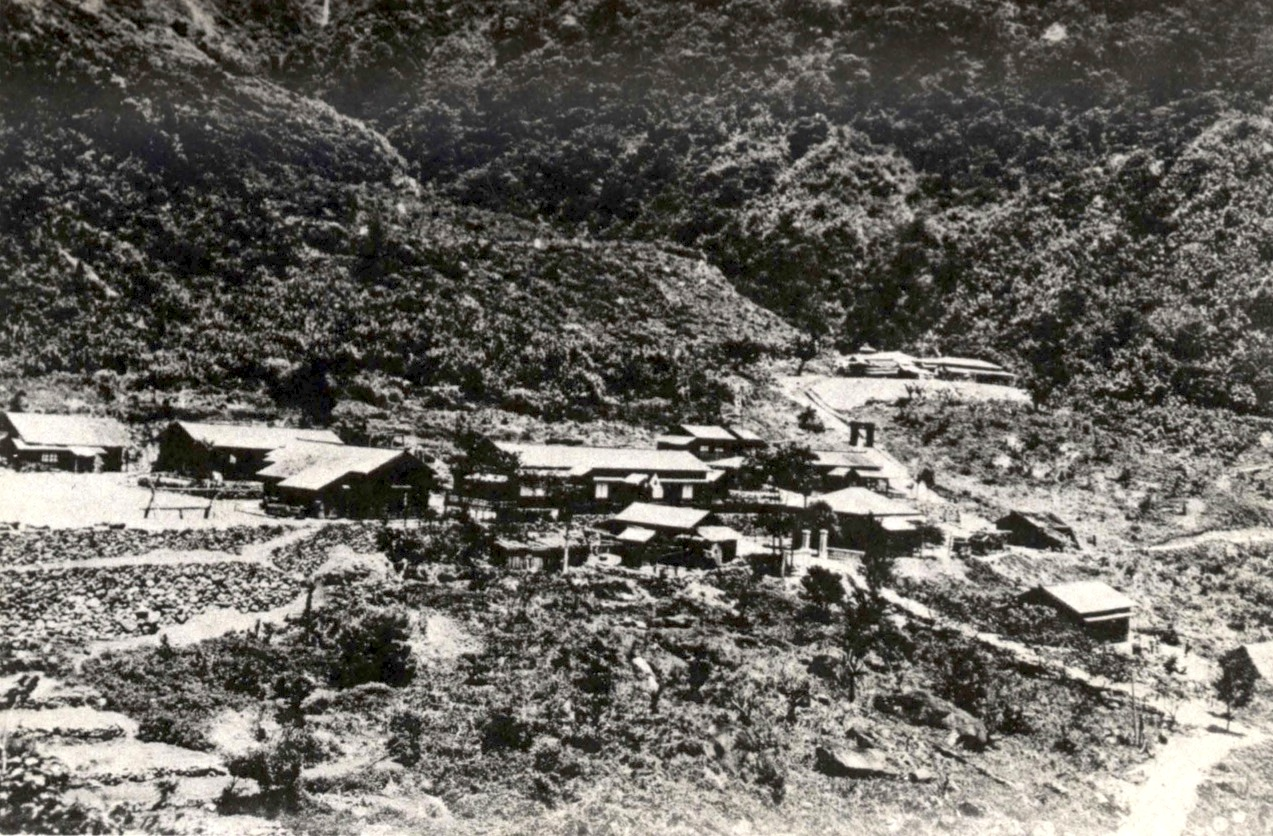
日本統治時代の写真

## 泉質
東埔温泉は二箇所の源泉がありいずれも自然湧出している。水温は49℃と66℃、PHは約7.5。炭酸水素イオン約193ppm、ナトリウムイオン約179ppmを含有する弱アルカリ性の炭酸水素塩泉である。

## 歴史
東埔温泉は日本統治時代に開発され、当時はトンボ温泉と呼ばれていた。戦後、同音の漢字を宛て、東埔温泉と改名された。

## 楽楽谷温泉
楽楽谷温泉（らくらくたにおんせん、ピンイン:lèlègŭ wēnquán ）は南投県信義郷にある海抜1302メートルの野湯。東埔温泉から八通関古道の下方、陳有蘭渓の渓谷中に位置する。
楽楽（lèlè）は布農族の言葉で「温泉」を指す。

### 泉質
温泉の水温は最高で約80℃、PHは約8.5。炭酸水素イオン約248ppm、ナトリウムイオン約29.2ppmを含有する、弱アルカリ性の炭酸水素塩泉である。

### 歴史
楽楽谷温泉は1980年頃には山荘が存在し、簡単な食事・宿泊、温泉設備を提供していたが、1985年に玉山国家公園が設置された際に楽楽谷温泉一帯が生態保護区に設定されたため撤去された。

## アクセス
- 公共交通機関
  - 集集線水里駅より員林客運（中国語版）バスの東埔行きに乗換え、終点まで行く。